# Sistema Lewis
Il sistema Lewis è un sistema dei 38 gruppi sanguigni umani. Esistono due tipi principali di antigeni di Lewis, Lewis a (Lea o Le-a) e Lewis b (Leb o Le-b), e tre fenotipi comuni: Le(a+b-) (o Lea+b-), Le(a-b+) (o Lea-b+) e Le(a-b-) (o Lea-b-).
Si basa su due geni sul cromosoma 19: FUT3 o “gene Lewis”; e FUT2, o “gene Secretor”. Entrambi i geni sono espressi nell'epitelio ghiandolare. FUT2 ha un allele dominante che codifica per un enzima (denominato Se) e un allele recessivo che non produce un enzima funzionante (denominato se). FUT3 ha un allele dominante funzionante (Le) e un allele recessivo non funzionante (le).
Gli antigeni di Lewis sono espressi sulla superficie dei globuli rossi, dell'endotelio, dei reni, dell'epitelio genito-urinario e gastrointestinale. Questi antigeni sono antigeni dei globuli rossi che non sono prodotti da loro stessi: sono componenti delle secrezioni epiteliali esocrine che vengono successivamente adsorbiti sulla superficie del globulo rosso.

## Biochimica
Le proteine prodotte dai geni FUT2 e FUT3 modificano le catene di oligosaccaridi di tipo I per creare antigeni di Lewis; queste catene di oligosaccaridi sono simili alle catene di tipo II del sistema AB0, con un singolo legame in una posizione diversa.
Il gene Le codifica una fucosiltransferasi 3 (FUT3) che aggiunge fucosio al precursore di tipo 1 (substrato oligosaccaridico), sia libero nel siero che nelle secrezioni, per produrre l'antigene Lea. L'antigene di Lewis prodotto sul precursore di tipo 1 libero si adsorbe passivamente sulle superfici o sui globuli rossi. Le persone che hanno l'allele Le e che sono non-secernenti (omozigoti per l'allele non funzionale) esprimeranno l'antigene Lea nei loro fluidi corporei e sulle emazie.
Il gene Se codifica una fucosiltransferasi 2 (FUT2) che aggiunge fucosio al precursore di tipo 1 in una posizione diversa dall'enzima FUT3 generando l'antigene H; dopo questo passaggio, il prodotto del gene Le (FUT3) può aggiungere un altro fucosio ottenendo l'antigene Leb.
Pertanto, gli individui con il gene Le ma senza il gene Se avranno globuli rossi con solo il Lea adsorbito passivamente ma nessun Leb. Gli individui senza gene Le non hanno né Lea né Leb (Lea-, Leb-), sono omozigoti per l'allele recessivo e possono essere sia secretori che non-secretori.
Nella maggior parte delle persone che hanno sia Le che Se, è difficile rilevare l'antigene Lea. Questo perché l'attività dell'enzima FUT2 è più efficiente dell'enzima FUT3, quindi la catena oligosaccaridica di tipo I viene principalmente convertita in Leb anziché in Lea. Pertanto, le persone con antigene Lea facilmente rilevabile sono non secretori e non hanno attività FUT2. L'antigene Leb si trova solo nei secreti: queste persone possiedono l'allele Se e quindi hanno attività FUT2.
Il legame tra il gruppo di Lewis e gli antigeni del gruppo AB0 è stato probabilmente il primo caso di effetti multipli di un unico gene umano: lo stesso enzima che converte l'antigene Lea in Leb è anche responsabile della presenza nei fluidi corporei degli antigeni A, B e H solubili.

## Anticorpi anti-Lewis
Gli anticorpi verso gli antigeni di Lewis sono anticorpi presenti in natura, quasi sempre di tipo IgM, che si trovano quasi esclusivamente negli individui Lea-b-. Gli anticorpi anti-Lewis possono includere una miscela di anti-Lea, anti-Leb e anti-Lea+.

## Ruolo nella clinica
Gli anticorpi di Lewis sono quasi sempre clinicamente insignificanti perché i globuli rossi, quando trasfusi, perdono i loro antigeni Lewis e acquisiscono il fenotipo Lewis del ricevente, e gli anticorpi anti-Lewis vengono rapidamente adsorbiti dagli antigeni Lewis liberi. Pertanto per la maggior parte dei pazienti non è necessario trasfondere emocomponenti negativi per qualche antigene.
Gli anticorpi di Lewis sono generalmente reattivi a temperatura ambiente e solo occasionalmente a 37 °C e in antiglobulina umana e non sono causa di malattia emolitica feto-neonatale.
I soggetti con gruppo sanguigno Lewis doppio negativo non sintetizzano il marcatore tumorale CA19.9.